# رضی (مشگین‌شهر)
رضی شهری واقع در بخش ارشق شهرستان مشگین‌شهر استان اردبیل ایران است.

این شهر که در ۷۰ کیلومتری جنوب شرقی شهرستان مشگین‌شهر و ۴۴ کیلومتری شمال شرقی اردبیل می‌باشد دارای نزدیک به۴۰۰ سکنه دارد.
رضی در ۷۰ کیلومتری جنوب شرقی شهرستان مشگین‌شهر واقع شده‌است این شهر از طرف شرق با روستای کرملو و از غرب با روستای حسنلو و از جنوب با قشلاق چنبلو ی سفلی! و از طرف شمال با روستای رحیم بیگلو و شمال غربی با روستای هفت چشمه همسایه می‌باشد در عرف محلی قسمت غربی را سولی دره سی که بیوک داغ (کوه بزرگ) در این قسمت واقع است قسمت شرقی را جاده اوستی (بالا دست جاده) که قزل قیه در این قسمت واقع است قسمت جنوبی را حسین آقا قشلاقی، دیگبر-(این تپه تاریخی زمانی دارای سکنه بوده‌است! و امروزه جزو آثار تاریخی رضی محسوب می‌شود) و قسمت شمالی را گونه پوتا یا گون آپتا تعریف می‌کنند. این شهر از قسمت شمالی یا شهرستان لریک جمهوری آذربایجان همسایه است
وجه تسمیه رضی یک کلمه عربی می‌باشد. اما علت نامگذاری آن را وجود باغ‌های انگور (تاکستان) در این منطقه می‌دانند. به نظر می‌رسد رز به معنی انگور و رزی به معنی تاکستان و محل باغهای انگور باشد. روستای خلیفه لو از روستاهای مهم رضی می‌باشد که با شهرستان لریک در جمهوری آذربایجان هم مرز میباشد

## پیدایش شهرنشینی
همان‌طور که می‌دانیم در پیدایش شهرهای استان اردبیل، عوامل متعددی چون آب و خاک، ناهمواری ها، شبکه ارتباطی و غیره نقش داشته‌است که رضی با تأسیس شهرداری به عنوان شهر و مرکز منطقه ارشق از سال 1376 هـ.ش پا به عرصه شهری گذاشت.در پیدایش و ایجاد این شهر عواملی دخیل بوده،از جمله شبکه ارتباطی که نقش بسیار مهمی داشته‌است.ولی عبور جاده سراسری و بین‌المللی قفقاز،اردبیل مغان که از وسط شهر می‌گذرد،باعث توسعه هر چه بیشتر این شهر که از آن به عنوان یک شهر میان راهی می‌توان نام برد و با در نظر گرفتن این عامل و عوامل دیگر، به خصوص اختصاص بودجه لازم جهت بهره‌برداری از پتانسیل‌های موجود شهر و منطقه در زمینه‌های مختلف صنعتی، کشاورزی، دامداری و...می‌توان به توسعه این شهر کمک کرد.با توجه به دارا بودن رضی از موقعیت مرزی،و نیز وجود کاروانسرای قانلی بلاغ در نقطه صفر مرزی می‌توان از بازارچه مرزی و گمرک در این منطقه استفاده کرد که کمک شایانی به توسعه منطقه خواهد کرد.همچنین قرار گرفتن منطقه ارشق و شهر رضی در موقعیت خاص جغرافیایی که در قسمت شرق با شهرستان نمین همجوار بوده و به دلیل عدم وجودتوپوگرافی(ناهمواری)،در صورت برنامه‌ریزی توسعه شهری می‌توان با احداث جاده،این دو شهر را به هم ارتباط داد که در این صورت ارتباط شهر رضی با بنادر آبی شمال کشور از جمله بندر آستارا و انزلی از یک طرف تأمین کرد و از طرف دیگر با گمرک بیله‌سوار و پارس‌آباد در ارتباط می‌باشد و این امر می‌تواند به رشد و شکوفایی این شهر، کمک شایانی نماید. البته اگر مسئولان منطقه و کشور چشم خواب آلوده چندین ساله خویش را باز نمایند و نظاره‌گر عقب ماندگی منطقه در قرن علم واطلاعات باشند.در مورد اینکه شهری در قسمت جنوب غربی رضی بوده، تحقیقات باستان‌شناسی چندانی صورت نگرفته‌است.ولی آثار بدست آمده از محل با آجرها و سفال‌های رنگی،دیگه بر،پریسه،حاجی بلاقی نشانگر فرهنگ و تمدن باستانی این شهر می‌باشد.لوله‌های سفالی کاروانسرا و سیستم آبیاری این شهرکهن طوری بوده که لوله‌های سفالی تا چندین سال اخیر باقی بودند و هنوز هم پایه‌های سنگی و سفالی در این شهر که به نظر می‌رسد بر اثر عوامل طبیعی بخصوص زلزله تخریب شده و زیر خاک مدفون گشته‌اند به چشم می خورد.به دلیل عدم وجود تحقیقات تاریخی و باستان‌شناسی و از آنجایی که تاریخ این منطقه در هاله‌ای از ابهام فرو رفته‌است.

## ترکیب جمعیتی
ترکیب جمعیتی شهر رضی متشکل از هفت طایفه به نام‌های ۱- علی خانلی (ممد غالی)۲- کولا کوچلی ۳- بدللی ۴- شه دیلی ۵- آبیلی ۶- اسدلی ۷- بابالی است ۸_فیضی .

## کشاورزی
در سال‌های قبل از انقلاب در بخشی از اراضی شهر «رزی» باغات انگور بسیار رواج داشته و اغلب اهالی سعی در توسعه باغات انگور خود داشتند. اما در سال‌های بعد از انقلاب به علت بحران‌های اقتصادی، اجتماعی و تغییرات پیش آمده و فروپاشی نظامات گذشته و بعضاً به دلیل بی‌توجهی به کشاورزی و فوت ریش سفیدان خبره و قدیمی، این باغات جای خود را به کشت شبدر و یونجه داده‌اند. البته در این اواخر در بعضی از روستاهای اطراف با تشویق جهاد کشاورزی و منابع طبیعی، سعی در توسعه باغات انگور می‌شود؛ و حتی در ارتفاعات مرزی هم‌اکنون انگور برداشت می‌کنند. علاوه بر این‌ها در شهر به غ=علت وجود باغ‌هایی با مساحت زیاد و وجود باغ‌های در در شرق شهر (شام) میوه‌هایی مانند زردآلو، گردو، سیب کشت می‌شود.
اقلیم و شرایط آب و هوایی شهررضی برای کشت پسته مناسب بوده و طی سال‌های اخیر در این شهر اقدام به کاشت پسته کرده‌اند.

## مکان‌های دیدنی

### پارک بویوک داغ (فدک)
یکی از جاذبه‌های دیدنی این شهر پارک فدک می‌باشد که در بالای تپه‌ای معروف به بویک داغ که در قسمت شمالی شهر می‌باشد، است. در این پارک چرخ و فلک نسبتاً بزرگی وجود دارد که از مسافت دور دیده می‌شود و توحه مسافران را جلب می‌کند.

### تپه‌های شهر رضی
تپه‌های باستانی و تاریخی «شکیللی قایا» در نزدیکی قشلاق‌های رضی مشرف به روستای «دمقلی» با نقوشی از تصاویر آهو و بزکوهی و وجود سنگ نبشته‌هایی با خط میخی در گورستان قدیمی «خارابا رضی» ـ وجود قبرستان‌های قدیمی در جنوب غربی شهر رضی که سنگهایی به شکل قوچ و دیگر اشکال در آن به چشم می‌خورد ـ تپه‌های باستانی امیرخانلو، زیغلیق، اوچای (کهریز)، قوردولی، متعلق به پنج فرزند عالی خانی که درگذشت 
است از طایفه الخاننی تعلق دارد (آثار بسیاری در این منطقه موجود بوده که یکی از آین آثار سنگی به نام «آدام داشی» تقریباً پیکر تراشیده شده سنگ به شکل انسان می‌باشد البته در سال های اخیر افرادی آن را منفجر و ویران کردند.). آثار متعددی از آن‌ها در دهه‌های سی، چهل و پنجاه به صورت غیرمجاز بدست آمده و به بیگانگان فروخته شده‌است ـ تپه دوقلوی «دیگه‌بر» که تقریباً در جنوب شهر رضی واقع شده و چشم‌انداز زیبایی دارد؛ و تپه‌های دیگری همچون «پئریسه» و «ایلانلی‌تپه» در «گونئی‌دییرمانی» که در حفاظت اداره میراث فرهنگی می‌باشند.

### باغ روستای رحیم بیگلو
روستای رحیم بیگلو از دوبخش سفلی با وسعت ۳۸۳ هکتارو علیا باوسعت ۳۰۱ هکتار تشکیل یافته که یکی ازروستاهای سرسبزومستعد کشاورزی شهر رضی می‌باشد. این روستا در۳ کیلومتری شهر رضی و ۷۳ کیلومتری مشگین‌شهر و در۴۸ کیلومتری اردبیل واقع شده‌است و ازجنوب درمجاورت رودخانه رضی و درقسمت غربی روستای هفت چشمه وازقسمت شرقی روستای ذکیلو و ازشمال به روستای پیرعلیلو متصل می‌باشد. درختان در هم تنیده در دو سوی جاده که از بین روستا عبور می‌کند این روستا را به جاده چالوس ارشق معروف کرده‌است. باغات میوه فراوان شامل گردو و سیب به صورت عمده کشت می‌شود. کوجه باغهای زیادی که در این روستا قرار دارد بر زیبایی آن افزوده‌است. بنای قدیمی مسجد ساخته شده در این روستا که با استفاده از مصالح سنگی و چسبیده به بقعه مذکور احداث شده حدوداً ۴۰۰ متر مربع می‌باشد که اخیراً بازسازی شده و روی قبر ضریح‌گذاری و بر روی مسجد گنبدطلایی رنگ با مناره‌های زیبا مذین شده بر روی قبر کتیبه‌ای به خط عربی به چشم می‌خورد که نوشته‌هایش ناخوانا می‌باشد، با توجه به مجسمه‌های قوچی موجود در داخل بقعه نشانگر حکومت قره قویونلوها و آق قویونلوها در قرن هشتم و نهم هجری می‌باشد. تپه‌های باستانی موجود در روستا نشان از قدمت تاریخی روستاست ازتپه‌های باستانی روستا می‌توان از تپه موسوم به گنج تپه، قزل قیه، قالاداغی و کربلا داغی، جیگرکلگی و … نام برد. محوطه قالا داغی که چیزی ازآثارقلعه بجا نمانده و تپه‌ای بیش نیست مربوط به سدهٔ ۱ تا ۵ هجری قمری است در روستای رحیم بیگلو علیا واقع شده و این اثر در تاریخ ۲۸ اسفند ۱۳۸۵ با شمارهٔ ثبت ۱۹۰۱۰ به‌عنوان یکی از آثار ملی ایران به ثبت رسیده‌است. گنج تپه، تپه‌ای باستانی است که در زیر خلوارها خاک انباشته شده و در تپه بنایی وجود دارد که توسط سود جویان میراث فرهنگی کنده کاری شده‌است. روستای رحیم بیگلو در قسمت شمال شرقی شهر رضی با فاصله دو کیلومتری واقع شده که تاریخ و تمدنی بس کهن دارد. وجود تپه‌های تاریخی و آثار بدست آمده از این روستا ما را به دوران‌های ماقبل اشکانیان رهنمون می‌سازد. در رحیم‌بیگلو سفلی بقعهٔ سید عمادالدین و سید ابراهیم از نوادگان موسی‌کاظم واقع شده‌است.

### تندیس آدام داشی در قشلاق قوردلی رضی
قشلاق زیبای قوردولی در فاصله ۷کیلومتری غرب شهر رضی واقع شده و از سمت جنوب با روستای حسنلو و از سمت غرب با روستای نصیرکندی همسایه است.
وجه تسمیه این منطقه همان‌طور که از خودش بر میآید به معنای محل زندگی یا محل تجمع گرگهاست البته در این نامگذاری شکل ساختاری منطقه که غالباً تشکیل شده از سنگ‌ها و صخره‌های بزرگ است، که نمونه بارز ان آدام داشی (سنگ انسان نما) بی تأثیر نبوده‌است.
زمین‌های مسطح این منطقه برای زراعت و باغداری مورد استفاده قرار گرفته ولی با این حال قوردلی طبیعت بکر و تازه خودش را حفظ کرده‌است.
قوردولی گیاهان داروئی زیادی از جمله آویشن. نسترن وحشی. گل ختمی و شیرین بیان و غیره را در خود جا داده‌است. لازم است ذکر شود که طبیعت این قشلاق کیفیت مطلوبی دارد و می‌تواند پذیرای مهمانان و گردشگران مشتاق باشد.

### کاروانسرای قانلی بولاغ
کاروانسرای شاه عباس واقع در روستای قانلی بلاق در نزدیکی رضی به مساحت تقریبی 40 ×40 به شکل مربع، نزدیکی مرز امروزین ایران و جمهوری آذربایجان می‌باشد.کاروانسرای قاتلی بولاغ در در گوشه جنوب شرقی روستای مرزی قانلی بولاغ (سرباز وطن) و در بخش ارشق شهرستان مشکین شهر و در 38 درجه و 49 دقیقه و 36 ثانیه عرض شمالی و 48 درجه و 1 دقیقه و 23 ثانیه طول شرقی واقع شده که ارتفاع آن از سطح دریا 1550 متر می‌باشد. این بنا در دوره آرامش سیاسی عهد صفوی و به احتمال زیاد در زمان شاه عباس، به سبک چهار ایوانی ساخته شده و به کاروانسرای شاه عباسی معروف است. کاروانسرای قانلی بولاغ در ابتدا به عنوان پناهگاهی برای استراحت کاروانیان بوده و تا حدود 80 سال پیش عشایران منطقه از این مکان به صورت دسته جمعی به عنوان خانه مسکونی قشلاقی استفاده می‌کرده‌اند.کاروانسرای مزبور در دهستان ارشق شمالی در روستای قانلی بولاق از طرف شمال و شرق به جمهوری آذربایجان، از غرب به جاده اصلی اردبیل گرمی، از جنوب به روستاهای عالیشان سویو و آقا بیگلو محدود می‌شود.